# Bataille d'Ingavi
Guerre péruano-bolivienne (1841-1842)
La bataille d'Ingavi ou de Viacha est livrée le 18 novembre 1841 pendant la guerre péruano-bolivienne de 1841.

## Déroulement
La chute d'Andrés de Santa Cruz et la fin de la Confédération péruano-bolivienne en 1839, laisse la Bolivie dans un état d'anarchie dont le général péruvien Agustín Gamarra, qui accède à la présidence de son pays le 10 juillet 1840 compte profiter. Il intervient dans les rivalités politiques qui opposent les généraux boliviens qui aspirent à la succession de Santa Cruz à la tête de l'État et finalement envahit le pays en septembre 1841.
Les Boliviens mettent de côté leurs divergences et se rassemblent derrière le général José Ballivián, l'homme fort du moment. Les premiers combats sont favorables aux Péruviens qui mettent en déroute le 22 octobre une unité bolivienne à la bataille de Mecapapa. Le 18 novembre, les deux armées s'affrontent à nouveau près de Viacha dans la province d'Ingavi. La bataille dure moins d'une heure, mais les Boliviens remportent une victoire sans appel. L'armée péruvienne est anéantie et Gamarra tué lors de l'action.
Exploitant leur victoire et afin de contraindre le Pérou à accepter la paix, les Boliviens franchissent la frontière et occupent les provinces de Tacna, Arica et Tarapacá et les villes d'Arequipa et de Moquegua. Le 7 juin 1842, la paix est signée et l'armée bolivienne quitte le Pérou.

## Sources
- (en) Robert L. Scheina, Latin America's wars, vol. 1 : The age of the Caudillo, 1971-1899, Washington, D.C, Brassey's, Inc, 2003, 569 p. (ISBN 978-1-574-88450-0 et 978-1-574-88449-4)